# Comissão Nacional de Energia Nuclear
Comissão Nacional de Energia Nuclear (CNEN) é o organismo do governo brasileiro responsável pela orientação, planejamento, supervisão e controle do programa nuclear do Brasil. O órgão foi criado em 10 de outubro de 1956. A CNEN está sob o controle direto do Ministério da Ciência, Tecnologia e Inovação.
A CNEN participa ativamente do Programa Nuclear Brasileiro (PNB), coordenando Grupos Técnicos do Comitê de Desenvolvimento do Programa Nuclear Brasileiro (CDPNB). Sua atuação, como órgão executivo do MCTI da política nuclear, traduz-se em diversas coordenações com o Ministério das Minas e Energia - MME (através de ações junto às Indústrias Nucleares do Brasil, principalmente), com o Ministério das Relações Exteriores (como no Comitê Permanente de Política Nuclear), além de ser o órgão de interlocução do Estado Brasileiro com a IAEA (Agência Internacional de Energia Atômica). As cooperações da CNEN com o Ministério da Defesa (especificamente com a Diretoria-Geral de Desenvolvimento Nuclear e Tecnológico da Marinha e com o Centro Tecnológico da Marinha em São Paulo) ocorrem sob o prisma do trabalho conjunto no programa nuclear para fins pacíficos, com previsão no TNP.
A CNEN é o principal órgão do PNB, contribuindo historicamente na sua execução e articulação, com ênfase nas atividades de Pesquisa, Desenvolvimento, Inovação, Produção, Serviços Tecnológicos, Regulação e Licenciamento.

## Organização
A Comissão está sediada no Rio de Janeiro e gerencia vários institutos e instalações em todo o Brasil. Possui cinco distritos regionais, com sede em Angra dos Reis, Caetité, Fortaleza, Porto Alegre e Resende, além de um escritório especial em Brasília.

### Instituto de Pesquisas Energéticas e Nucleares
O Instituto de Pesquisas Energéticas e Nucleares (IPEN) é um instituto gerido pela CNEN e associada ao governo do estado de São Paulo e à Universidade de São Paulo (USP). O IPEN possui uma ampla infraestrutura de laboratórios, um reator de pesquisa (IEA-R1), um acelerador de partículas industriais e um cíclotron compacto de energia variável. O IPEN está envolvido principalmente na realização de pesquisas nas áreas de materiais e processos nucleares, reatores nucleares, aplicações de técnicas nucleares e segurança nuclear. O IPEN é conhecido por sua produção de radioisótopos para medicina nuclear.

### Instituto de Radioproteção e Dosimetria
O Instituto de Radioproteção e Dosimetria (IRD) é um instituto da CNEN responsável pela proteção radiológica, metrologia e dosimetria das radiações ionizantes. Possui um Laboratório de Dosimetria de Padrão Secundário, reconhecido pela Agência Internacional de Energia Atômica (AIEA). É laboratório nacional metrológico designado pelo Inmetro. Está integrado ao Sistema de Monitoração Internacional das Nações Unidas como um dos Laboratórios de Medida de Radionuclídeos associados ao Tratado de Proibição Total de Testes Nucleares (CTBT). Atua na pesquisa e ensino, com cursos de pós-graduação lato e stricto sensu e como Centro Regional de Treinamento da AIEA.

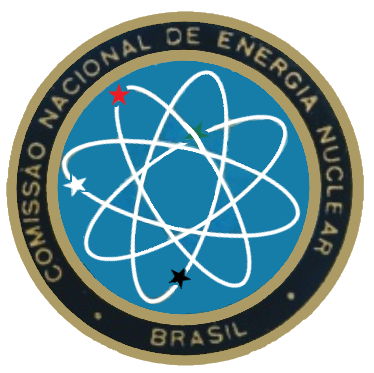
Antigo logotipo da CNEN.

### Centro de Desenvolvimento de Tecnologia Nuclear
O Centro de Desenvolvimento da Tecnologia Nuclear (CDTN) é um instituto de pesquisa nuclear da CNEN. Originou-se na Escola de Engenharia da Universidade Federal de Minas Gerais e foi criado em 1952 com o nome de Instituto de Pesquisas Radioativas (IPR). Foi a primeira instituição no Brasil dedicada inteiramente à área nuclear. Suas atividades iniciais incluíam a pesquisa de ocorrências de minerais radioativos, estudos no campo da física nuclear, metalurgia e materiais de interesse nuclear. Em 1960, a pesquisa Reator TRIGA Mark 1 foi inaugurado no Instituto, com o objetivo de treinamento, pesquisa e produção de radioisótopos.

### Instituto de Engenharia Nuclear
O Instituto de Engenharia Nuclear (IEN) é uma unidade de pesquisa da CNEN. Desde 1962, o IEN vem contribuindo para o domínio nacional de tecnologias no campo nuclear e seus correlatos. Seu escopo é gerar e transferir conhecimento e tecnologia para o setor produtivo - público e privado - tendo a sociedade como beneficiária final. Publicações de patentes, licenciamento de tecnologia, radiofármacos, ensaios e análises de materiais, coleta de resíduos radioativos, consultoria e formação de recursos humanos são os principais produtos e serviços do IEN.

### Centro Regional de Ciências Nucleares do Centro-Oeste
O Centro Regional de Ciências Nucleares do Centro-Oeste (CRCN-CO) é um instituto regional da CNEN responsável pela gestão e depósito de rejeitos radioativos e a tecnologia nuclear na região Centro-Oeste do país.

### Centro Regional de Ciências Nucleares do Nordeste
O Centro Regional de Ciências Nucleares do Nordeste (CRCN-NE) é um instituto regional da CNEN responsável pela inspeção e controle de instalações e materiais radioativos, além da produção de radiofármacos na região Nordeste.

## Presidentes
- Octacílio Cunha
- Marcello Damy de Souza Santos
- Arthur Mascarenhas Façanha
- Luiz Cintra do Prado
- Uriel da Costa Ribeiro
- Hervásio Guimarães de Carvalho
- Rex Nazaré Alves
- José Luiz de Santana Carvalho
- Márcio Costa
- José Mauro Esteves dos Santos
- Antonio Carlos de Oliveira Barroso
- Odair Dias Gonçalves
- Angelo Fernando Padilha
- Renato Machado Cotta
- Paulo Roberto Pertusi

Uriel da Costa Ribeiro

- Francisco Rondinelli Junior (atual)

## Energia nuclear no Brasil
A energia nuclear representa cerca de 4% da eletricidade do Brasil. É produzido por dois reatores de água pressurizada da Usina Nuclear de Angra (Angra I e II). Um terceiro reator, Angra III, com uma produção projetada de 1.350 MW, está em construção. Até 2025, o Brasil planeja construir mais sete reatores. Atualmente, toda a exploração, produção e exportação de urânio no Brasil está sob o controle do estado através das Indústrias Nucleares do Brasil, que pertence ao MME. O governo brasileiro anunciou medidas para maior inserção do setor privado na área nuclear.